# 2000–2001-es magyar női vízilabdakupa
A 2000–2001-es magyar női vízilabdakupa a második kiírás volt a versenysorozat történetében. A csapatok az Ördög Éva-vándordíjért játszottak. A kupára hat csapat nevezett. A győzelmet a Dunaújváros szerezte meg.

## Eredmények

### Selejtező
február 24., március 3
1. csoport (Szentes)
| Hely. | Csapat                   | M | Gy | D | V | G+ | G– | Gk | P | Továbbjutás vagy kiesés    |  | SZEN | BVSC | KECS |
| ----- | ------------------------ | - | -- | - | - | -- | -- | -- | - | -------------------------- |  | ---- | ---- | ---- |
| 1.    | Szentes                  | 2 | 2  | 0 | 0 | 17 | 14 | +3 | 4 | Továbbjutott az elődöntőbe |  | —    | 10–9 | 7–5  |
| 2.    | BVSC                     | 2 | 1  | 0 | 1 | 20 | 15 | +5 | 2 | Továbbjutott az elődöntőbe |  | 9–10 | —    | 11–5 |
| 3.    | Kecskeméti Villanó Fókák | 2 | 0  | 0 | 2 | 10 | 18 | −8 | 0 |                            |  | 5–7  | 5–11 | —    |

2. csoport (Dunaújváros)
| Hely. | Csapat          | M | Gy | D | V | G+ | G– | Gk  | P | Továbbjutás vagy kiesés    |  | DUN  | VAS  | OSC  |
| ----- | --------------- | - | -- | - | - | -- | -- | --- | - | -------------------------- |  | ---- | ---- | ---- |
| 1.    | Dunaújváros     | 0 | 0  | 0 | 0 | 26 | 6  | +20 | 0 | Továbbjutott az elődöntőbe |  | —    | 12–6 | 14–0 |
| 2.    | Vasas           | 0 | 0  | 0 | 0 | 17 | 17 | 0   | 0 | Továbbjutott az elődöntőbe |  | 6–12 | —    | 11–5 |
| 3.    | Orvosegyetem SC | 0 | 0  | 0 | 0 | 5  | 25 | −20 | 0 |                            |  | 0–14 | 5–11 | —    |

### Elődöntő
március 10., 11.
| 1. csapat   | Össz. | 2. csapat | 1. mérk. | 2. mérk. |
| ----------- | ----- | --------- | -------- | -------- |
| Szentes     | 14–21 | Vasas SC  | 8–11     | 6–10     |
| Dunaújváros | 19–16 | BVSC      | 8–9      | 11–7     |

### Döntő
| 2001. március 18. 12:45 | Dunaújváros                                          | 9–6 | Vasas SC                                | Bitskey Aladár Uszoda, Eger Nézőszám: 500 Játékvezetők: ifj. Juhász Madarassi |
| 2001. március 18. 12:45 | (3–1, 3–3, 3–1, 0–1)                                 |     |                                         | Bitskey Aladár Uszoda, Eger Nézőszám: 500 Játékvezetők: ifj. Juhász Madarassi |
| 2001. március 18. 12:45 | Benkő T. 3 Primász 2 Tiba 2 Benkő N. 1 Zantleitner 1 |     | Ipacs 3 Hamza 1 Cservenák 1 Szabó Sz. 1 | Bitskey Aladár Uszoda, Eger Nézőszám: 500 Játékvezetők: ifj. Juhász Madarassi |

A DVSE-Dunaújvárosi Főiskola-Green System kupagyőztes csapatának tagjai: Baráth Bernadett, Benkő Nóra, Benkő Tímea, Brávik Fruzsina, Csavajda Edit, Erdős Zsuzsa, Jankovics Eszter, Kardos Krisztina, Kovács Annamária, Poszkoli Rita, Primász Ágnes, Tiba Zsuzsanna, Zantleitner Krisztina, Zsámbok Lili, Varga Zita, vezetőedző: Mihók Attila